# Mårøyfjorden
Mårøyfjorden (nordsamisk: Dáibarávuotna) er en fjordarm af Laksefjorden i Lebesby kommune i Troms og Finnmark fylke i Norge. Fjorden går  3,5 km mod sydøst til gården Austmo i enden af fjorden.
Fjorden har indløb mellem Mårøyfjordklubben i nord og Lille Mårøya i syd. Torveholmen er en ø midt i fjorden. Øst for denne ligger bugten Austerbotnen og gårdene Vinterplassen og Elvestrand. Syd for holmen ligger Sørfjorden med gårdene Hjellneset og Austmo. Der er ikke vejforbindelse langs fjorden. 
Fjorden er 116 meter på det dybeste, lige øst for Lille Mårøya.